# シドニー・ハーバート (初代ハーバート・オブ・リー男爵)
リーの初代ハーバート男爵シドニー・ハーバート（英語: Sidney Herbert, 1st Baron Herbert of Lea, PC、1810年9月16日 - 1861年8月2日）は、イギリスの政治家、貴族。
保守党、ピール派、自由党と党派を移しながら、閣僚職を歴任した。

## 経歴
1810年9月16日、第11代ペンブルック伯爵ジョージ・ハーバートの四男としてイングランド・サリー・リッチモンドに生まれる。母は父の後妻キャサリン・ヴォロントソフ（ロシア貴族の娘）。異母兄にロバート・ハーバート（第12代ペンブルック伯爵）がいる。
ハーロー校を経てオックスフォード大学オリオル・カレッジへ進学した。
1832年から1861年まで南ウィルトシャー選挙区から選出されて庶民院議員を務める。
当初は保守党に所属し、第一次ピール内閣においてインド監督庁副長官を務めた。第二次ピール内閣においては1841年から副海軍大臣、1845年からは戦時大臣を務めた。穀物法廃止をめぐる閣内論争では穀物法廃止を目指すピール首相を支持した。
保守党が穀物自由貿易派と保護貿易派に分裂すると自由貿易派のピール派に属した。1852年12月に成立したピール派とホイッグ党の連立政権アバディーン伯爵内閣にはピール派からの閣僚の一人として戦時大臣として入閣した。クリミア戦争をめぐっては他のピール派閣僚とともに平和派に属したが、ホイッグ党閣僚たちに押し切られた結果、参戦することになった
1855年1月にはクリミア戦争の泥沼化の中で調査委員会の設置の動議が決議され、アバディーン伯爵内閣は退陣。代わってホイッグ党首班の第一次パーマストン子爵内閣が発足した。ハーバートは植民地大臣として同内閣に入閣したが、パーマストン子爵が調査委員会の設置に応じる構えであったため、他のピール派閣僚のグラッドストン、サー・ジェームズ・グラハム準男爵とともに二週間のうちに下野した。
1858年に第一次パーマストン子爵内閣が倒閣され、保守党党首ダービー伯爵が組閣の大命を受けると、ダービー伯爵から協力要請を受けたが、拒否した。ピール派の長老政治家グラハムが病気で第一線を退くと、グラッドストンやニューカッスル公爵とともに同派の指導的存在となった。
1859年6月、ホイッグ党とピール派の合同で自由党が結成され、自由党政権の第二次パーマストン子爵内閣が発足し、ハーバートは陸軍大臣として入閣した。中国との戦争の指導にあたっていたが、1860年秋頃から糖尿病、腎臓病、ブライト病などを罹患して体調を崩した。
病気の療養のため、1861年1月1日にリーのハーバート男爵に叙されて貴族院に移籍することで庶民院から離れた。この段階では陸軍大臣には在職したものの、結局同年7月22日に陸軍大臣も辞することになり、8月2日にイングランド・ウィルトシャー・ウィルトンのウィルトン・ハウスにおいて死去した。
リーのハーバート男爵の爵位は彼の長男ジョージが継承した。また翌1862年にシドニーの兄ロバートが子供無く死去するとジョージがペンブルック伯爵位も継承している。

## 家族
1846年にエリザベス・コート・レピントンと結婚し、彼女との間に以下の3子を儲けている。
- 第1子（長男）第13代ペンブルック伯爵ジョージ・ロバート・チャールズ・ハーバート（英語版）(1850-1895)
- 第2子（次男）第14代ペンブルック伯爵シドニー・ハーバート（英語版）(1853-1913)
- 第3子（長女）グウラディス・ハーバート（英語版）(1859-1917)：第2代リポン侯爵フレデリック・ロビンソン夫人